# 4528 Берґ
4528 Берґ (4528 Berg) — астероїд головного поясу, відкритий 13 серпня 1983 року.
Тіссеранів параметр щодо Юпітера — 3,412.